# Bahnhof München-Perlach
Der Bahnhof München-Perlach ist eine Betriebsstelle an der eingleisigen Bahnstrecke München-Giesing–Kreuzstraße. Er liegt im 16. Stadtbezirk Ramersdorf-Perlach im Südosten von München und ist eine Station der S-Bahn München. Das ehemalige Empfangsgebäude ist ein Baudenkmal.

## Geschichte
Die Königlich Bayerischen Staatseisenbahnen nahmen den Bahnhof Perlach am 6. Juni 1904 mit dem Streckenabschnitt München-Giesing–Aying in Betrieb. Nach der 1930 erfolgten Eingemeindung Perlachs erhielt der Bahnhof zum 1. Oktober 1938 den Namen München-Perlach.
Von April 2017 bis 2018 baute die Deutsche Bahn den Bahnhof barrierefrei aus. Im Zuge dessen wurde der Mittelbahnsteig von 76 cm auf 96 cm erhöht und mit einem Bahnsteigdach ausgestattet. Die bisherige Bahnsteigunterführung am Westende des Bahnsteigs wurde mit Aufzügen ausgerüstet und bis auf die Südseite der Gleise durchgebunden. Am Ostende des Bahnsteigs errichtete die DB zusätzlich eine zweite Unterführung.

## Aufbau

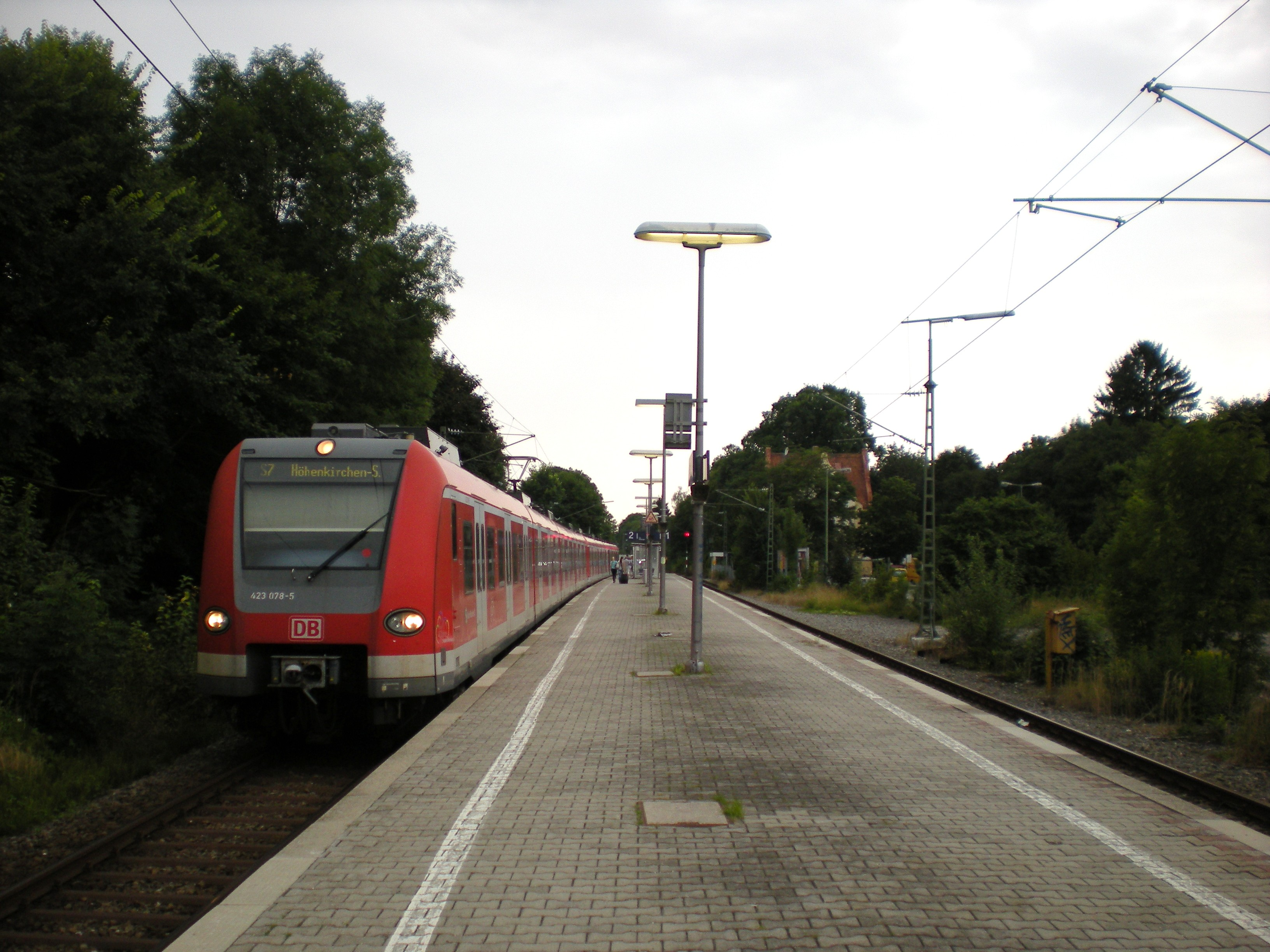
Bahnsteig mit Triebwagen der Baureihe 423 (2012)

Der Bahnhof verfügt über einen 230 m langen und 96 cm hohen Mittelbahnsteig mit einem 42 m langen Bahnsteigdach. Der Bahnsteig wird über zwei Unterführungen am West- und Ostende erreicht. Er liegt zwischen dem Durchgangsgleis und einem Ausweichgleis, das nördlich von der eingleisigen Strecke abzweigt. Die ehemaligen Gütergleise im Osten des Bahnhofes sind entfernt. Westlich des Bahnhofes zweigte ein Anschlussgleis zu einem Gelände der Bundeswehr ab.
Das 1904 errichtete Empfangsgebäude im Norden der Gleisanlagen folgt den Baumerkmalen des Jugendstils. Es besteht aus einem dreigeschossigen Hauptpavillon mit Satteldach, Risalit und Schweifgiebeln, einem eingeschossigen Nebenpavillon mit Satteldach und Schweifgiebeln und einem eingeschossigen, traufständigen Verbindungstrakt mit einer zu den Gleisen hin offenen Wartehalle. Das Gebäude steht unter Denkmalschutz und dient keinen Bahnzwecken mehr.
Nördlich des Bahnsteigs ist östlich des Empfangsgebäudes eine P+R-Anlage vorhanden.

## Personenverkehr
Seit dem 28. Mai 1972 ist der Bahnhof eine Station der S-Bahn München. Er wurde zunächst von der S1 angefahren. Heute (Stand 2024) wird er im 20-Minuten-Takt durch die Linie S5 bedient.
| Linie | Strecke | Taktfrequenz    |
| ----- | --- | --------------- |
| S5    | Kreuzstraße – Großhelfendorf – Peiß – Aying – Dürrnhaar – Höhenkirchen-Siegertsbrunn – Wächterhof – Hohenbrunn – Ottobrunn – Neubiberg – Neuperlach Süd – Perlach – Giesing – St.-Martin-Straße – Ostbahnhof – Rosenheimer Platz – Isartor – Marienplatz – Karlsplatz (Stachus) – Hauptbahnhof – Hackerbrücke – Donnersbergerbrücke – Hirschgarten – Laim – Pasing (– Westkreuz – Neuaubing – Freiham – Harthaus – Germering-Unterpfaffenhofen – Geisenbrunn – Gilching-Argelsried – Neugilching – Weßling) | 20-Minuten-Takt |

Die Buslinie 196 zwischen Neuperlach Zentrum und Neuperlach Süd hat eine Haltestelle vor dem Empfangsgebäude.